# Meridiano 56 W
O meridiano 56 W é um meridiano que, partindo do Polo Norte, atravessa o Oceano Ártico, América do Norte, Oceano Atlântico, América do Sul, Oceano Antártico, Antártida e chega ao Polo Sul. Forma um círculo máximo com o Meridiano 124 E.
Começando no Polo Norte, o meridiano 56º Oeste tem os seguintes cruzamentos:
| País, território ou mar | Notas |
| ----------------------- | --- |
| Oceano Ártico           | |
| Mar de Lincoln          | |
| Gronelândia             | Na parte oeste da ilha principal, Ypernavik, e algumas ilhas menores |
| Baía de Baffin          | |
| Estreito de Davis       | |
| Oceano Atlântico        | Mar do Labrador |
| Canadá                  | Labrador, Terra Nova e Labrador |
| Estreito de Belle Isle  | |
| Canadá                  | Península Great Northern, ilha da Terra Nova, Terra Nova e Labrador |
| Oceano Atlântico        | |
| Canadá                  | Ilha da Terra Nova, Terra Nova e Labrador |
| Baía de Fortune         | Passa a oeste da Ilha Brunette, Terra Nova e Labrador |
| Canadá                  | Extremo da Península Burin, Terra Nova e Labrador |
| Oceano Atlântico        | Passa a leste de Saint-Pierre, São Pedro e Miquelão |
| Suriname                | Jenny |
| Brasil                  | Trecho muito curto no Pará |
| Suriname                | Trecho mínimo no sul |
| Brasil                  | Pará Mato Grosso Mato Grosso do Sul |
| Paraguai                | Trecho no leste |
| Argentina               | Passa a norte de Corrientes |
| Brasil                  | Parte no oeste do Rio Grande do Sul |
| Uruguai                 | Passa em Tacuarembó e a leste de Montevideu |
| Oceano Atlântico        | |
| Oceano Antártico        | |
| Antártida               | Ilha Joinville e Ilha Dundee, reivindicadas pela Argentina (Antártida Argentina), Chile (Província da Antártida Chilena) e Reino Unido (Território Antártico Britânico) |
| Oceano Antártico        | Mar de Weddell |
| Antártida               | Território reivindicado pela Argentina (Antártida Argentina), Chile (Província da Antártida Chilena) e Reino Unido (Território Antártico Britânico)                     |